# Direct Injection Box
Direct Injection Box, nota anche come D.I. Box, è un dispositivo elettronico che permette di trasformare il tipo di linea (collegamento elettrico) del segnale audio da sbilanciata a bilanciata.
Il dispositivo ha anche un'alta impedenza di ingresso, permettendo il collegamento di dispositivi come un basso elettrico, una chitarra, una tastiera. La linea bilanciata è molto meno sensibile ai disturbi elettrici. In pratica il segnale viaggia su una coppia di fili all'interno di una calza metallica collegata a massa come elemento di schermo contro i disturbi elettrici. Il disturbo elettrico, raccolto dalla linea, si annulla al termine del percorso.
Questa tecnica è usata specialmente per linee lunghe, per esempio per trasportare il segnale di uno strumento o di un microfono fino al mixer lontano anche decine di metri. Infatti l'uso delle D.I. Box è molto diffuso da parte dei tecnici del suono, specialmente nei concerti dal vivo.
L'alimentazione viene tipicamente fornita da una batteria da 9V oppure direttamente con l'alimentazione phantom attraverso gli stessi cavi di collegamento.
Invece le D.I. Box passive, che cioè non contengono elementi elettronici attivi come amplificatori o transistor, essendo essenzialmente composte soltanto di un trasformatore di adeguate caratteristiche audio, non hanno bisogno di alimentazione e sono bidirezionali.